# Leptacis fimbriata
Leptacis fimbriata är en stekelart som beskrevs av Jean-Jacques Kieffer 1917. Leptacis fimbriata ingår i släktet Leptacis och familjen gallmyggesteklar. Inga underarter finns listade i Catalogue of Life.